# Episodi di George e Mildred (quinta stagione)
La quinta ed ultima stagione della serie televisiva George e Mildred è andata in onda sulla rete inglese ITV dal 24 ottobre al 25 dicembre 1979. La stagione, in Italia, è andata in onda su Rai 2, non rispettando l'ordine di produzione degli episodi, dal 20 al 29 gennaio 1981. Erano in corso i preparativi per una sesta stagione, ma dopo la scomparsa dell'attrice Yootha Joyce avvenuta il 24 agosto 1980 la serie si interruppe.
| n° | Titolo originale          | Titolo italiano              | Prima TV Regno Unito | Prima TV Italia |
| -- | ------------------------- | ---------------------------- | -------------------- | --------------- |
| 1  | Finders Keepers?          | Il lupo perde il pelo...     | 24 ottobre 1979      | 21 gennaio 1981 |
| 2  | In Sickness and In Health | Romanzo d'appendice          | 30 ottobre 1979      | 20 gennaio 1981 |
| 3  | The Last Straw            | Salvate il lampione          | 6 novembre 1979      | 22 gennaio 1981 |
| 4  | A Driving Ambition        | E se fosse Alain Delon?      | 13 novembre 1979     | 23 gennaio 1981 |
| 5  | A Military Pickle         | Il disertore                 | 27 novembre 1979     | 27 gennaio 1981 |
| 6  | Fishy Business            | Tentar non nuoce...          | 4 dicembre 1979      | 28 gennaio 1981 |
| 7  | I Gotta Horse             | L'eredità del papà buonanima | 18 dicembre 1979     | 29 gennaio 1981 |
| 8  | The Twenty Six Year Itch  | La crisi del 26º anno        | 25 dicembre 1979     | 26 gennaio 1981 |

## Il lupo perde il pelo...
- Titolo originale: Finders Keepers?
- Diretto da: Peter Frazer-Jones
- Scritto da: Johnnie Mortimer, Brian Cooke

### Trama
Mildred ricorda a George che l'indomani sarà il loro ventiseiesimo anniversario di matrimonio, e gli "fa venire in mente" di farle un regalo. La sera, al pub, George trova una carta di credito, e visto che nessun avventore del pub la riconosce come sua, decide di tenersela. Il giorno dopo Mildred riceve in regalo una pelliccia, subito ne è contenta, ma quando viene a sapere che George ha trovato una carta di credito, sospetta che sia stata usata per acquistare il suo regalo.

## Romanzo d'appendice
- Titolo originale: In Sickness and In Health
- Diretto da: Peter Frazer-Jones
- Scritto da: Johnnie Mortimer, Brian Cooke

### Trama
Mildred deve ricoverarsi in ospedale per togliere l'appendice. Mentre è da solo, George riceve la visita di Jerry, che gli chiede una sistemazione temporanea per la notte, visto che è stato sfrattato dal suo appartamento. La sera stessa, Jerry si presenta da George, però non da solo, con un'amica, rendendo problematica la situazione.

## Salvate il lampione
- Titolo originale: The Last Straw
- Diretto da: Peter Frazer-Jones
- Scritto da: Johnnie Mortimer, Brian Cooke

### Trama
Mildred si lamenta con George che nessun abitante del quartiere li invita alle loro feste. George suggerisce che sarebbe meglio spostarsi in un quartiere più popolare, ma una visita al quartiere dove lui è cresciuto, ormai in totale degrado, spinge i Roper a tentare l'emigrazione in Australia. Persa anche questa possibilità, Mildred è ormai rassegnata, ma Jeffrey Fourmile, che è a capo di un comitato di quartiere che intende salvare un vecchio lampione di epoca vittoriana, e con il suggerimento di Ann, chiede a Mildred di diventarne vice presidente.

## E se fosse Alain Delon?
- Titolo originale: A Driving Ambition
- Diretto da: Peter Frazer-Jones
- Scritto da: Johnnie Mortimer, Brian Cooke

### Trama
Mildred prende lezioni di guida di nascosto, in quanto se lo dicesse a George, questi si ostinerebbe a volergliele dare lui. Per nascondere la faccenda, trova la scusa di uscire per andare in palestra a fare ginnastica, ma un giorno Ann Fourmile per sbaglio dice a George che le lezioni in palestra sono sospese. George comincia ad avere il sospetto che Mildred abbia un amante, e diventa via via più geloso, tanto da fare di tutto per cercare di riconquistarla.

## Il disertore
- Titolo originale: A Military Pickle
- Diretto da: Peter Frazer-Jones
- Scritto da: Johnnie Mortimer, Brian Cooke

### Trama
Charlie, uno dei fratelli di George, passa a trovare i Roper e consegna a George una vecchia lettera, indirizzata a lui, datata 1947. La lettera era arrivata alla vecchia abitazione della famiglia di George, poco dopo che lui se ne era andato di casa; aprendola, George scopre con sgomento che si tratta della chiamata alla visita di leva, e che quindi lui è da considerare renitente, e dunque di fatto è un disertore.

## Tentar non nuoce...
- Titolo originale: Fishy Business
- Diretto da: Peter Frazer-Jones
- Scritto da: Johnnie Mortimer, Brian Cooke

### Trama
George mette il suo pesciolino rosso, Moby, nel lavello per pulire la sua vasca. Nel frattempo sopraggiunge Mildred, che non si accorge della presenza del pesce e apre lo scarico del lavello. George è affranto per aver perduto il suo pesce, e andando al negozio di animali per riportare indietro il mangime, viene convinto dal negoziante che per sostituire il pesce perduto, non c'è nulla di meglio di una bella coppia di piccioni viaggiatori.

## L'eredità del papà buonanima
- Titolo originale: I Gotta Horse
- Diretto da: Peter Frazer-Jones
- Scritto da: Johnnie Mortimer, Brian Cooke

### Trama
La madre di Mildred è a casa di Ethel, e per caso vede su di una rivista una foto di una statuetta cinese di un cavallo, di epoca Ming, venduta all'asta per ben 10.000 sterline. Secondo lei, questa statuetta è in tutto e per tutto simile a una statuetta posseduta da suo marito, che ora è di proprietà di Mildred. Ethel si reca quindi dai Roper, cercando di ottenere da Mildred la statuetta.

## La crisi del 26º anno
- Titolo originale: The Twenty Six Year Itch
- Diretto da: Peter Frazer-Jones
- Scritto da: Johnnie Mortimer, Brian Cooke

### Trama
Jeffrey Fourmile deve partecipare a una serata di gala organizzata dai giovani conservatori, ma la moglie Ann è irremovibile: quella sera andrà a trovare sua madre per farle vedere per la prima volta il neonato Tarquin. Jeffrey non trova nessuna signora libera per poterlo accompagnare, così Ann ha la bella idea di chiedere a Mildred, la quale accetta volentieri. George è però scontento di dover stare a casa da solo, si reca quindi al pub e qui conosce una vedova che, al contrario delle altre persone presenti nel locale, accetta volentieri di fare conversazione con lui. George la invita così a casa sua, la stessa sera in cui Mildred uscirà con Jeffrey Fourmile.